# Juliette Rennes
Pour les articles homonymes, voir Rennes (homonymie).
Juliette Rennes est une sociologue française. Elle est directrice d'études à l'École des hautes études en sciences sociales depuis 2021. Ses thèmes de recherches sont liés à l'histoire et la sociologie du genre et de l'âge, du travail et des discriminations.

## Biographie

### Études
Elle effectue des études de lettres à l'École normale supérieure de Fontenay-Saint-Cloud. Elle consacre son mémoire de maîtrise aux pamphlets d'extrême droite francophones des années 1930, puis son mémoire de DEA à la genèse et à la diffusion de la notion de « préférence nationale ». En 1999, elle adhère à l'association Mix-Cité et en devient la porte parole de 2001 à 2003. En 2000, elle commence à rédiger une thèse de science politique sur les ressorts et les recompositions de l'anti-égalitarisme depuis la fin du XIXe siècle. En 2004, elle effectue un séjour de recherche à l'université McGill à Montréal où elle travaille avec Marc Angenot. En 2005, elle soutient sa thèse intitulée Le mérite et la nature. Une controverse républicaine, l’accès des femmes aux professions de prestige (1880-1940) à l'université Panthéon-Sorbonne.
Durant son enfance, elle fait une brève apparition au cinéma en 1986 sous la caméra de Costa-Gavras, dans le film Conseil de famille, où elle joue la fille de Johnny Hallyday.

### Carrière académique
En 2006, elle est nommée maîtresse de conférences à l'Institut de la communication de l'université Lumière-Lyon-II, où elle donne des cours sur les théories du discours, la sémiologie des médias et l'histoire de la presse.
Elle entre ensuite en lien avec un réseau de recherche russophone sur le genre, enseigne dans un master sur le genre d'une université biélorusse en exil à Vilnius et collabore avec des chercheuses biélorusses.
En 2010, elle est élue à l'EHESS, son programme de recherche porte sur l'histoire des controverses liées à l'égalité des droits.
Depuis octobre 2010, elle est coresponsable avec Rose-Marie Lagrave et Éric Fassin du programme de recherches à l'EHESS intitulé « genre, politique et sexualité ».
En 2015, elle réalise une exposition au Musée de l'histoire vivante de Montreuil intitulée « Femmes en métiers d'hommes : une histoire visuelle (XIXe-XXe)) ».
En 2016, elle dirige l'Encyclopédie critique du genre : corps, sexualité, rapports sociaux,,. Elle y signe l'article sur le mot "Âge".
Elle est membre statutaire du Centre d'étude des mouvements sociaux de l'EHESS.
Elle s'intéresse également aux préjudices liés à l'âge (âgisme),,. Elle coordonne dès 2009 un dossier dans la revue Mouvements (dont elle est par ailleurs membre du comité de rédaction) sur "La Tyrannie de l'Âge".